# هلندی سرگردان (فیلم ۱۹۹۵)
هلندی سرگردان (انگلیسی: The Flying Dutchman) یک فیلم کمدی است که در سال ۱۹۹۵ منتشر شد. از بازیگران آن می‌توان به نینو مانفردی، دانیل امیلفورک، باربارا کوسمال و اریک رابرتس اشاره کرد.